# Cyrille Ier le Bienheureux
Pour les articles homonymes, voir Cyrille Ier.
Ne doit pas être confondu avec Cyrille Ier (métropolite de Kiev).
Cyrille Ier (décédé en 1233), métropolite de Kiev et de toute la Rus, occupa le premier siège épiscopal de l'ensemble des terres russes et ukrainiennes de 1225 à 1233.